# ژاک گونون
ژاک گونون (به فرانسوی: Jacques Gounon) (زاده ۴ آوریل ۱۹۵۳) کارآفرین، صنعتگر و مدیر ارشد اجرایی فرانسوی است، که در حال حاضر به‌عنوان مدیر عامل اجرایی شرکت اروتونل فعالیت می‌نماید. وی سابقه مدیریت در شرکت آلستوم را نیز در کارنامه خود دارد.